# Domenico Triggiani
Domenico Triggiani (né le 12 septembre 1929 à Bari et mort dans la même ville le 25 décembre 2005) est un écrivain, dramaturge et critique théâtral italien.